# Latria

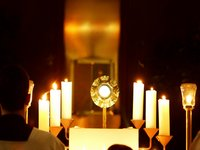
Adoració eucarística, que en el catolicisme forma part del culte de latria.

Latria (del llatí latria i del grec λατρεια) significa adoració o culte. S'empra en la teologia catòlica per referir-se a la forma més alta de reverència, el culte d'adoració que, en sentit estricte, només es pot dirigir i oferir a Déu (Santíssima Trinitat o a alguna de les tres persones en particular, Déu Fill o la presència de Jesucrist en l'Eucaristia).

## Subjecte de la latria
Segons allò explicat per Tomàs d'Aquino, la latria és un acte de devoció i, per tant, es relaciona amb la virtut de la religió, atès que es vincula amb el culte o servei a Déu. L'acte de devoció brosta de la voluntat. I el terme o subjecte en què recau la devoció es refereix exclusivament a Déu.

## Latria i dulia
En el catolicisme l'anomenat culte als sants no s'oposa al culte de latria a Déu. En efecte, el culte als sants no acaba en ells, sinó en Déu mateix. Dit d'una altra manera, es venera els sants per allò que tenen de Déu, per la gràcia de Déu present en ells. Car, segons el propi Jesucrist citant el Deuteronomi 6,13:
| «                           | Diu l'Escriptura: Adora el Senyor, el teu Déu, serveix-lo només a ell. | » |
| — Evangeli segons Lluc 4, 8 |                                                                        |   |

En el catolicisme, la veneració als sants es concep com el respecte que se'ls deu per llur dignitat, grans virtuts, i llur benaurança en Déu, i rep el nom de dulia. En venerar-se els sants per allò que tenen de Déu, Maria, mare de Jesús, rep culte d'hiperdulia en raó de la seva excel·lència sobre els altres sants. Tal és la forma en què l'Església Catòlica reconeix la «plenitud de gràcia» de Déu en ella en interpretar diferents passatges de l'Evangeli segons Lluc (Lc 1, 28-30 o Lc 1, 48-49).